# Temper the wind to the shorn lamb
Temper the wind to the shorn lamb is het tweede album van This Beautiful Mess. Het album verscheen in september 2003.

## Lijst van nummers
1. come one, come all (04:28)
2. kid of thee (04:51)
3. up the barricades (04:31)
4. for me ten other (04:18)
5. everything is held now (07:06)
6. for the life of me (03:41)
7. don't go there (04:57)
8. avignon (03:15)
9. wood for trees (05:53)
10. refugee (05:38)
11. did you mean it to be a fight? (03:28)

## Prijs
Het album won de Zeeuwse Popprijs voor het mooiste albumhoesje uit 2003. Het hoesje werd ontworpen door de Arnhemse ontwerpstudio 150 WATT.

## Trivia
De titel is ontleend aan een Engels citaat: God tempers the wind to the shorn lamb.